# (6261) Chioné
(6261) Chioné, désignation internationale (6261) Chione, est un astéroïde de la ceinture principale aréocroiseur.

## Description
(6261) Chioné est un astéroïde aréocroiseur. Il fut découvert par Hans-Emil Schuster le 30 novembre 1976 à La Silla. Il présente une orbite caractérisée par un demi-grand axe de 2,35 UA, une excentricité de 0,349 et une inclinaison de 21,85° par rapport à l'écliptique.
Il fut nommé en référence à Chioné, fille de Dédalion.

## Compléments